# 1220 Crocus
1220 Crocus är en asteroid i huvudbältet som upptäcktes den 11 februari 1932 av den tyske astronomen Karl Wilhelm Reinmuth. Asteroidens preliminära beteckning var 1932 CU. Asteroiden fick senare namn efter det vetenskapliga namnet på växtsläktet krokus.
Den tillhör asteroidgruppen Eos.
Crocus senaste periheliepassage skedde den 2 december 2019.[Uppdatering behövs] Asteroidens rotationstid har beräknats till 737 timmar